# 王怀生
王怀生（1890年—1941年），湖南平江人。中华人民共和国政治人物。
早年参加北伐战争。1928年参加中国工农红军，担任红十六师参谋长，改任湘鄂赣军区参谋长。1939年，任新四军第一支队一团参谋长，皖南事变中被俘后，于上饶集中营遭国民政府当局杀害。